# Pocsolyacsiga
A pocsolyacsiga (Radix peregra korábban, Lymnaea peregra) a csigák (Gastropoda) osztályának a tüdőscsigák (Pulmonata) rendjébe, ezen belül a mocsári csigák (Lymnaeidae) családjába tartozó faj.

## Előfordulása
A pocsolyacsiga Európában, Ázsia északi részén mindenfelé megtalálható, még a szigeteken is. Új-Fundlandon is van állománya.

## Megjelenése
A pocsolyacsiga háza hegyes tojás alakú, 15 - 29 milliméter magas és 12 - 28 milliméter széles. A szájadék felül nem hegyes, valamivel magasabb, mint a tekercs. Héja sárgás- vagy sötétbarna színű, viszonylag vastag falú, kanyarulatai lépcsőzetesek.

## Életmódja
A pocsolyacsiga kisebb álló- és lassan folyó vizek lakója. Főleg a holtágak, tavak és mocsarak növényekkel benőtt részeiben él. Radulájukkal (a szájüregben található, apró fogacskákkal ellátott, reszelőszerű lemez) lekaparják az algabevonatot a vízinövényekről és a kövekről.

## Szaporodása
A pocsolyacsiga petéit kocsonyás fonatokban kövekre vagy vízinövényekre rakja.